# Wake Up Ladies: Very Complicated
Wake Up Ladies: Very Complicated (tiếng Thái: Wake Up ชะนี: Very Complicated) là một bộ phim truyền hình Thái Lan phát sóng năm 2020 với sự tham gia của Niti Chaichitathorn (Pompam), Akhamsiri Suwanasuk (Jakjaan), Apissada Kreurkongka (Ice), Maneerat Kam-Uan (Ae), Tipnaree Weerawatnodom (Namtan) và Ramida Jiranorraphat (Jane) và là phần tiếp theo của Wake Up Ladies: The Series (2018).
Bộ phim được đạo diễn bởi Komgrit Triwimol và Rangsima Mathipornwanich, sản xuất bởi GMMTV và Parbdee Taweesuk. Đây là một trong mười hai dự án phim truyền hình cho năm 2020 được GMMTV giới thiệu trong sự kiện "GMMTV 2020 New & Next" vào ngày 15 tháng 10 năm 2019. Bộ phim được phát sóng vào lúc 20:30 (ICT), Chủ nhật trên GMM 25 và phát lại vào lúc 22:30 (ICT) cùng ngày trên LINE TV, bắt đầu từ ngày 6 tháng 12 năm 2020.

## Diễn viên
Dưới đây là dàn diễn viên của bộ phim:

### Diễn viên chính
- Niti Chaichitathorn (Pompam) vai Tiến sĩ Nat
- Akhamsiri Suwanasuk (Jakjaan) vai Jane
- Apissada Kreurkongka (Ice) vai Chloe
- Maneerat Kam-Uan (Ae) vai Aoey
- Tipnaree Weerawatnodom (Namtan) vai Tata
- Ramida Jiranorraphat (Jane) vai Lookmai

### Diễn viên phụ
- Piyathida Mittiraroch (Pock) vai Piengkwan
- Katreeya English vai Miriam
- Thanat Lowkhunsombat (Lee) vai Saifah
- Kanaphan Puitrakul (First) vai Ryu
- Benjamin Varney vai Boy
- Thongpoom Siripipat (Big) vai Ton
- Luke Ishikawa Plowden vai Jeff
- Phromphiriya Thongputtaruk (Papang) vai Shin
- Paopetch Charoensook (Petch) vai Ig
- Sivakorn Lertchuchot (Guy) vai Ohm
- Chatchawit Techarukpong (Victor) vai Jack
- Pusit Disthapisit (Fluke) vai Mayom
- Ratthanant Janyajirawong (Ter) vai Host
- Taveesak Phetpraneenukul vai Dummy (bạn của Boy)
- Weerayut Chansook (Arm) vai Jonathan
- Jirakit Kuariyakul (Toptap) vai Shinjuku
- Anuchit Sapanpong vai Im
- Sarut Vichitrananda (Big) vai Ball
- Darisa Karnpoj (Pahn) vai Lin

## Nhạc phim
| Tên bài hát                                         | Ca sĩ                     | Ref.  |
| --------------------------------------------------- | ------------------------- | ----- |
| บทเรียนของความเชื่อใจ (Bot Rian Kaung Kwahm Cheua Jai) | Wichayanee Pearklin (Gam) | [ 5 ] |
| ที่ฉันรอ (Tee Chun Ror)                                | Ploy Porntip              | [ 6 ] |